# Nyctibatrachidae
Famille
Les Nyctibatrachidae sont une famille d'amphibiens. Elle a été créée par Rose Marie Antoinette Blommers-Schlösser en 1993.

## Répartition
Elle regroupe deux genres présents en Inde et au Sri Lanka.

## Liste des genres
Selon Amphibian Species of the World (11 juin 2017) :
- Lankanectes Dubois & Ohler, 2001
- Nyctibatrachus Boulenger, 1882

## Publication originale
- Blommers-Schlösser, 1993 : Systematic relationships of the Mantellinae Laurent 1946 (Anura, Ranoidea). Ethology, Ecology & Evolution, vol. 5, p. 199-218.